# سریک (ماه‌نشان)
سریک یک روستا در ایران است که در دهستان ماه‌نشان استان زنجان واقع شده است. سریک ۶۶۸ نفر جمعیت دارد.